# Pseudoheteronyx creber
Pseudoheteronyx creber är en skalbaggsart som beskrevs av Blackburn 1908. Pseudoheteronyx creber ingår i släktet Pseudoheteronyx och familjen Melolonthidae. Inga underarter finns listade i Catalogue of Life.